# Santa Isabel, Tamaulipas
Santa Isabel är en ort i Mexiko.   Den ligger i kommunen Llera och delstaten Tamaulipas, i den centrala delen av landet, 400 km norr om huvudstaden Mexico City. Santa Isabel ligger 432 meter över havet och antalet invånare är 157.
Terrängen runt Santa Isabel är varierad. Runt Santa Isabel är det mycket glesbefolkat, med 7 invånare per kvadratkilometer. Närmaste större samhälle är Llera de Canales, 9,7 km nordost om Santa Isabel. I omgivningarna runt Santa Isabel växer huvudsakligen savannskog.